# Ferdinand de la Cerda

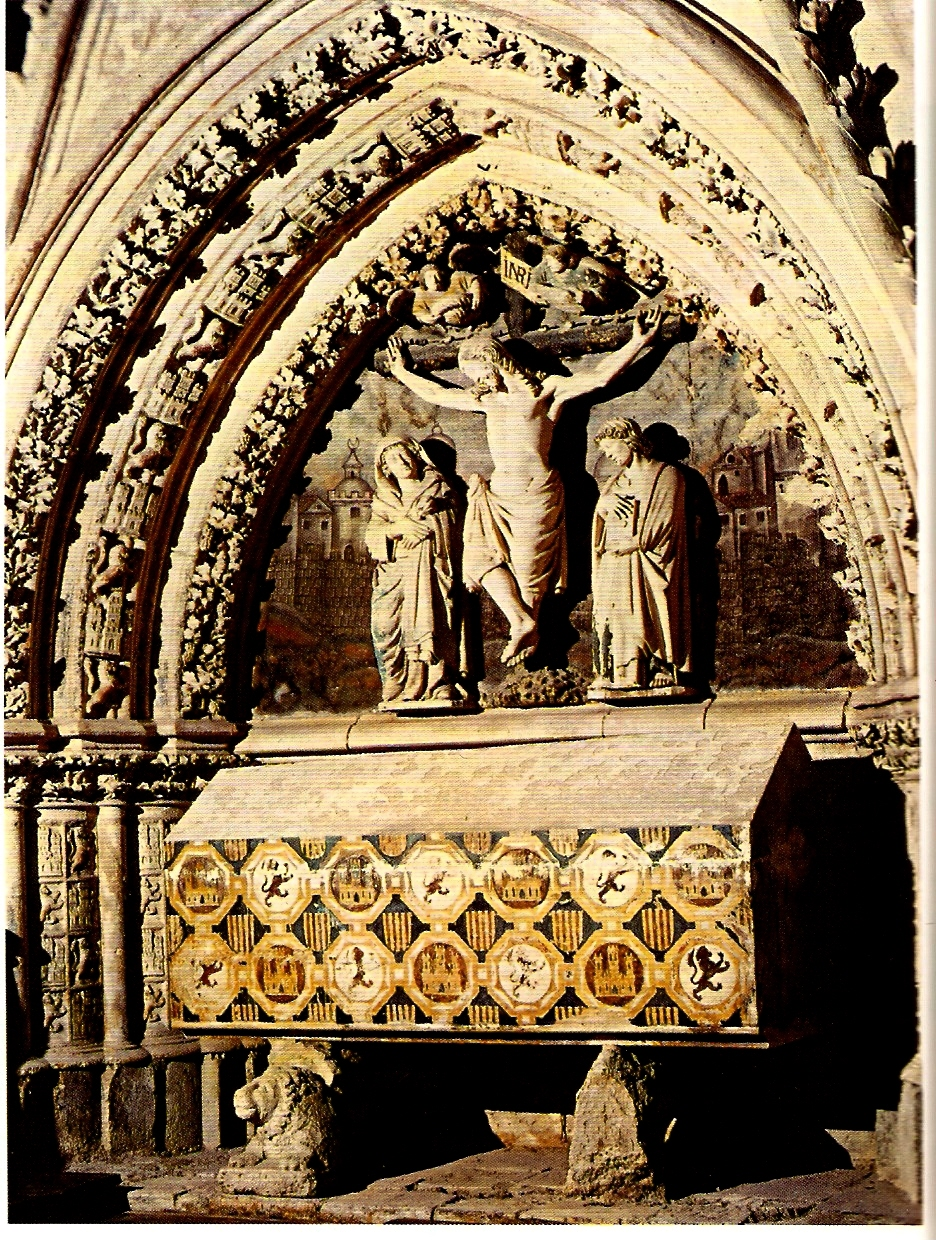
Grabmal Ferdinands de la Cerda

Ferdinand von Kastilien (besser bekannt unter seinem Spitznamen Ferdinand de la Cerda, * 23. Oktober 1255 in Burgos; † 20. Juli 1275 in Ciudad Real) war Kronprinz von Kastilien als ältester Sohn von Alfons X. von Kastilien und León und der Violante von Aragón, der Tochter des Königs Jaime I. Der Beiname de la Cerda (Cerda = „Borste“ oder „Rosshaar“) bezieht sich auf die Behauptung, er sei bereits mit Brustbehaarung geboren worden.

## Leben
Bereits als Ferdinand zehneinhalb Jahre alt war, wurden in seinem Namen Eheverhandlungen mit den Vertretern der zwei Jahre älteren Blanche von Frankreich, einer Tochter König Ludwigs IX. des Heiligen geführt. Nach der Erteilung der notwendigen Dispens durch Papst Clemens IV. wurde die Ehe am 30. November 1268 in Burgos kirchlich geschlossen. Danach übernahm Fernando sukzessive öffentliche Aufgaben. Um neu angekommenen Kämpfern vom Stamm der Benimerin entgegenzutreten, trat er im Jahr 1275 eine Reise nach Andalusien an. Während eines Aufenthalts in Villa Real (heute Ciudad Real) starb er plötzlich und unerwartet.
Ferdinand starb neun Jahre vor seinem Vater; er wurde in der Kirche des Klosters Las Huelgas bei Burgos bestattet.

## Nachkommen
Das Paar hatte zwei Söhne:
- Alfonso de la Cerda (* 1270; † 1324), ⚭ Mafalda von Narbonne, Herrin von Lunel, Tochter von Aimerico VI. von Narbonne und Sibila von Foix.
- Ferdinand (* 1275; † 1322), ⚭ Juana Núñez de Lara, genannt „la Palomilla“, Herrin von Lara und Herrera, Tochter von Juan Núñez de Lara „el Mayor“ und Teresa Álvarez de Azagra.

Eine ihrer Töchter wurde die Schwiegermutter des Königs Heinrich II. von Kastilien.

## Nachfolgestreitigkeiten
Alfons X. bestimmte nach Ferdinands Tod seinen jüngeren Sohn Sancho zum Nachfolger und überging damit die Ansprüche der Kinder Ferdinands, wodurch ein Krieg mit Frankreich ausgelöst wurde, da der französische König Philipp III. deren Partei ergriff. Zwar gewann Kastilien die Auseinandersetzung, doch als Alfons X. anschließend eine Reichsteilung vornehmen wollte, um auch den innenpolitischen Zwist zu lösen, empörten sich Sancho und die kastilischen Granden gegen ihn und setzten ihn im Jahr 1282 ab.